# Curling ai III Giochi olimpici invernali
Ai III Giochi olimpici invernali del 1932 di Lake Placid (Stati Uniti), venne disputato un torneo maschile di curling. La competizione ebbe lo status di sport dimostrativo e non vennero assegnate medaglie olimpiche. Contrariamente a quanto avvenne alle Olimpiadi invernali del 1924, vi presero parte solo squadre provenienti da Canada e Stati Uniti.
Ogni squadra disputò quattro incontri. Le squadre canadesi giocarono solo contro quelle statunitensi e viceversa.

## Torneo maschile
14 - 15 febbraio 1932
| Posizione | Nazione     | Squadra          | Atleti                                                        | V | P |
| --------- | ----------- | ---------------- | ------------------------------------------------------------- | - | - |
| 1         | Canada      | Manitoba         | Eric F. Willis Robert B. Pow James L. Bowman William H. Burns | 4 | 0 |
| 2         | Canada      | Ontario          | Russell Hall Archie Lockhart Frank P. McDonald Harvey J. Sims | 3 | 1 |
|           | Canada      | Quebec           | Albert Maclaren John Leonard Howard T. Steward William Brown  | 3 | 1 |
| 4         | Stati Uniti | Connecticut      | H. E. Burt Robert Pryde S. S. Curran A. R. Hatfield           | 2 | 2 |
|           | Canada      | Northern Ontario | W. W. Thompson John Walker Peter Lyall E. F. George           | 2 | 2 |
| 6         | Stati Uniti | Massachusetts    | F. R. Parks Charles Curtis George Willet A. S. Porter         | 1 | 3 |
|           | Stati Uniti | New York         | C. B. Williams F. D. Peale G. B. Ogden J. W. Calder           | 1 | 3 |
| 8         | Stati Uniti | Michigan         | W. H. Mormley E. R. Palmer Don Fraser George Lawton           | 0 | 4 |

### Incontri
14 febbraio 1932
| New York    | - | Northern Ontario | 20:8  |
| Quebec      | - | Connecticut      | 14:12 |
| Ontario     | - | Michigan         | 21:7  |
| Manitoba    | - | Massachusetts    | 19:10 |
|             |   |                  |       |
| Quebec      | - | New York         | 13:11 |
| Connecticut | - | Northern Ontario | 18:13 |
| Ontario     | - | Massachusetts    | 22:4  |
| Manitoba    | - | Michigan         | 22:12 |

15 febbraio 1932
| Northern Ontario | - | Massachusetts | 21:7  |
| Manitoba         | - | Connecticut   | 15:14 |
| Ontario          | - | New York      | 18:11 |
| Quebec           | - | Michigan      | 15:6  |
|                  |   |               |       |
| Connecticut      | - | Ontario       | 14:13 |
| Massachusetts    | - | Quebec        | 17:15 |
| Northern Ontario | - | Michigan      | 19:11 |
| Manitoba         | - | New York      | 15:9  |